# American Restoration
American Restoration (no Brasil Mestres da Restauração) é um reality show e série de televisão americana do History Channel. Produzido por Leftfield Pictures, a série é gravada em Las Vegas, Nevada, onde é narrada as atividades diárias da Rick's Restorations, uma loja de restauração de coisas antigas, com o seu dono Rick Dale, sua equipe, e seu filho adolescente, restauram vários itens antigos e deixam em sua condição original.
O programa é o primeiro spin-off de Pawn Stars, em que Dale já apareceu várias vezes como um especialista e restaurou vários itens. A série já contou com participações especiais do elenco de Pawn Stars, American Pickers, o mágico Lance Burton, o piloto de NASCAR Greg Biffle e o músico Sammy Hagar.